# André Gagnon (musicien)
Pour les articles homonymes, voir André Gagnon et Gagnon.
André Gagnon, né le 2 août 1936 à Saint-Pacôme (Canada) et mort le 3 décembre 2020 à Montréal, est un pianiste, compositeur, chef d'orchestre et arrangeur québécois.

## Biographie

### Enfance
Joseph Gérard André Guy Gagnon naît le 2 août 1936 à Saint-Pacôme-de-Kamouraska, Québec, le plus jeune d'une famille de 19 enfants.  Il était le fils de David Gagnon, journalier, et d'Amanda Lajoie . Il commence à composer dès l'âge de six ans. Il prend des leçons de Léon Destroismaisons à Sainte-Anne-de-la-Pocatière en 1952-1953 puis étudie au Conservatoire de musique de Montréal avec Germaine Malépart (piano), Clermont Pépin (composition), et Gilberte Martin (solfège) de 1957 à 1961. Boursier en 1961 du gouvernement du Québec, il étudie à Paris avec Yvonne Loriod.

### Les débuts (1958-1973)
André Gagnon fait ses débuts en 1958 comme accompagnateur du chansonnier Hervé Brousseau, avec qui il fonde le groupe Les Bozos l'année suivante, en 1959. Ce groupe comprend aussi Clémence DesRochers, Jean-Pierre Ferland, Claude Léveillée, Jacques Blanchet, Hervé Brousseau et Raymond Lévesque. Ensemble, ils donnent plusieurs concerts, avec André Gagnon comme pianiste-accompagnateur. Plus tard, au début des années soixante, il se lie d'amitié avec Claude Léveillée, avec lequel il collaborera pendant plusieurs années à la fois en concert et sur disque, tous les deux souvent accompagnés de la choriste Nicole Perrier. À la même époque, André Gagnon accompagne aussi son amie Renée Claude, chanteuse qu'il estime particulièrement pour ses talents d'artiste et d'interprète hors pair de la chanson québécoise. Il participe aussi à diverses émissions de télévision : Cri-cri avec Mirielle Lachance et Cocorico avec Monique Leyrac.
À partir de 1964, André Gagnon enregistre environ un album par année et connaît son premier grand succès populaire et international avec la pièce Pour les amants, lancée en 1968. L'année suivante paraît son microsillon Mes quatre saisons sur lequel on retrouve des arrangements dans le style baroque de douze classiques de la chanson québécoise, soit trois titres pour chacun des quatre artistes suivant : Jean-Pierre Ferland, dont les mélodies rappellent le printemps, Félix Leclerc pour l'été, Claude Léveillée pour l'automne et, bien sûr, Gilles Vigneault pour l'hiver (Mon pays). À la suite du succès de l'album, André reprend le même principe trois ans plus tard, en 1972, rendant hommage cette fois à l'œuvre de La Bolduc (Les turluteries). En 1973, il enregistre Projection, le premier d'une longue série d'albums ne contenant que des compositions originales du compositeur puisqu'il n'enregistrera par la suite que très rarement des chansons ou mélodies d'autres compositeurs ou interprètes, si l'on fait exception du CD Twilight Time enregistré beaucoup plus tard en 1996.

### De «Saga» à «Comme dans un film» (1974-1986)
Parmi ses albums les plus importants, il faut absolument citer Saga, paru en 1974 (incluant un bel hommage au poète Émile Nelligan ainsi que les pièces Il neige sur Kamouraska, La douce illusion, Toccatarock et Sunsonata) et surtout Neiges, enregistré en 1975 et sur lequel se retrouve, outre la longue et populaire pièce titre, les succès Ouverture éclair, Wow, Ta samba, Dédéthoven et Flash back, ainsi qu'un hommage à Renée Claude (Chanson pour Renée Claude) et le fameux Petit concerto pour Carignan et orchestre qu'il compose pour Jean Carignan, réputé comme étant l'un des meilleurs violoneux au monde. Trois ans plus tard, en 1978, André récidive avec le microsillon Le Saint-Laurent qui connaît un égal succès, et qui contient les titres suivants : Un piano au soleil, Comme en vacances, Chevauchée, Transit, Week-end, Pour endormir ma mère et surtout Le Saint-Laurent, cette musique thème du disque, d'une durée de plus de douze minutes. Entre-temps, en 1976, le 45 tours disco Surprise se fait connaître dans toutes les discothèques du monde. Deux albums sont alors publiés aux États-Unis et au Royaume-Uni pour satisfaire la demande grandissante dans ces deux pays. Ils ont pour titre Imagination (lancé celui-là en 1975) et Surprise (en 1976) et forment en fait des compilations de ses albums québécois précédents, mais présentés là-bas sous forme d'albums originaux.
Le pianiste continue d'écrire et de composer de nombreux albums à succès, en particulier entre 1979 et 1986 où les disques Mouvements, Virage à gauche, Impressions et Comme dans un film sont d'excellents vendeurs. Extraites de Mouvements (1979), les compositions La ballade, Un été fragile et Les beaux jours plaisent au public, tout comme les Mouvements divisés en trois temps. De Virage à gauche (1981), album dans lequel Gagnon exploite davantage les percussions, les titres Rio non stop, Septième ciel et Deux jours à la campagne se démarquent. Quelques pièces parues uniquement sur 45 tours sont aussi très populaires. C'est le cas notamment de Rendez-vous en 1978 et de Beau et chaud en 1981. Son album Impressions de 1983 contient la mélodie Comme au premier jour sur laquelle le chanteur Roch Voisine va rajouter des mots quelques années plus tard, ce qui en fera la chanson Dites-moi. André fait alors de nombreuses tournées, tant au Canada anglais et à l'étranger qu'au Québec. À partir de 1986, année où il publie l'album Comme dans un film (avec Violetta et Rêver en hiver comme extraits pour les radios), il devient aussi très populaire en Australie, en Corée du Sud et particulièrement au Japon où il fait un malheur. André grave d'ailleurs plusieurs disques spécifiques à attention du peuple du pays du Soleil Levant. Parmi ceux-ci, il y a les albums Image (1989) et Résonance (1990), ainsi que l'album Towa-Ni, un hommage aux Japonais lancé en 2007.

### La carrière internationale (1987-2018)
En 1990, André Gagnon signe la musique de l'opéra romantique Nelligan sur un livret de l'écrivain Michel Tremblay. Deux ans plus tard, en 1992, le pianiste se rend en République tchèque pour enregistrer l'album Noël avec l'Orchestre Philharmonique de Prague. Ses albums suivants, Presque bleu (1993), Les jours tranquilles (1993), Romantique (1994, incluant le titre Le pianiste envolé en hommage à son ami, le regretté Michel Berger), Twilight Time (1996) et Éden (1997) connaissent aussi beaucoup de succès, de même que ses Histoires rêvées, parues au début du nouveau millénaire.
Après une longue tournée asiatique au milieu des années 2000, André Gagnon effectue un retour en force au Québec à l'automne 2010 en publiant l'album Les chemins ombragés qui ne tarde pas à se classer aussitôt en première position des meilleures ventes au pays. Le disque, dont certaines pièces sont enregistrées avec l'Orchestre Symphonique de Trois-Rivières sous la direction de Jacques Lacombe, contient notamment un bel hommage à son ami Claude Léveillée (Le piano de Claude) ainsi qu'un titre, Cantilène, sur lequel la mezzo-soprano Noëlla Huet participe vocalement. L'artiste commence ensuite une tournée québécoise pour tout l'automne 2010, tournée qui l'amène à visiter plusieurs villes du Québec. Puis il fait paraître, à l'automne 2011, un deuxième album de Noël intitulé Dans le silence de la nuit. Enfin, à l'automne 2016, il publie un nouvel opus qui s'intitule Les voix intérieures.
André Gagnon signe aussi plusieurs trames sonores, entre autres celles des téléséries Les Forges de Saint-Maurice du réalisateur Guy Dufresne, Des dames de cœur et Un signe de feu de l'auteure Lise Payette, et de la minisérie Juliette Pomerleau du réalisateur Claude Fournier, basée sur le roman d'Yves Beauchemin. Il est récipiendaire de nombreux prix Félix de l'ADISQ, tout comme de prix Juno décernés par le CARAS. De plus, depuis 1979, il est fait Officier de l'Ordre du Canada.
Le 26 mai 1982, le Cégep de La Pocatière ouvre une toute nouvelle salle de spectacles professionnels sous le nom de « Salle André-Gagnon » en l'honneur du compositeur, natif de la région.
En 2018, après 60 ans de carrière, André Gagnon met un terme à sa carrière alors que l'on apprend qu'il a des ennuis de santé. Il meurt à Montréal le 3 décembre 2020 des suites de la maladie à corps de Lewy,,.

### Pour les autres
André Gagnon compose aussi des musiques pour plusieurs artistes, dont Steve Fiset (Les chemins d'été, Quand l'hiver est là), Diane Dufresne (Le 304, L'agenda du cœur), Renée Claude (Je suis une femme d'aujourd'hui, Nelligan, Combien j'aime la vie, J'ai besoin d'un grand amour, Ballade pour mes vieux jours), Nicole Martin (Mannequin), Nicole Perrier (Mirages, Et c'est jamais fini), Fabienne Thibeault (C'est en hiver), Suzanne Stevens (Je ne vivais pas avant toi, Que tu es loin), Clémence DesRochers (Ça sent l'printemps), Céline Lomez (Vol de nuit) et Marie Denise Pelletier (Manquer d'amour). Il collabore également à l'album Invitez les vautours d'Éric Lapointe sur lequel il signe les arrangements du quatuor à cordes dans la chanson D'l'amour, j'en veux pus.
Enfin, il réalise aussi quelques disques, dont les trois premiers albums de Monique Leyrac (Monique Leyrac chante Vigneault et Léveillée en 1963, Pleins feux sur Monique Leyrac en 1964 et Monique Leyrac en concert en 1966), l'album Claude Léveillée chante « Un simple soldat » de Marcel Dubé (en 1967) auquel participent les acteurs Monique Mercure et Gilles Pelletier, l'album de Noël de Marie Michèle Desrosiers (en 1996), le disque Plaisir d'amour de Marie Denise Pelletier (en 2000) et un album intitulé Elles chantent mettant en vedette les voix de treize actrices québécoises dont Anne Dorval, France Castel, Sylvie Drapeau, Dorothée Berryman, Élise Guilbault et Pierrette Robitaille, disque paru en 2000.
Le Prix André-Gagnon est remis depuis 2006 par la SOCAN.

## Discographie

### Disques - Albums
- 1964 - André Gagnon - Piano et orchestre (au Québec seulement)
- 1965 - Léveillée-Gagnon (en duo avec Claude Léveillée) (au Québec seulement, réédition CD parue en 2012)
- 1967 - Une voix, deux pianos (avec Nicole Perrier et Claude Léveillée) (au Québec seulement, réédition CD parue en 2014)
- 1968 - Pour les amants (Don't Ask Me Why) (au Québec et au Canada seulement)
- 1969 - Notre amour (au Québec seulement)
- 1969 - Mes quatre saisons (au Québec seulement)
- 1971 - Let It Be Me (au Québec et au Canada seulement)
- 1971 - Une nuit, un moment (au Québec seulement)
- 1972 - Les turluteries (au Québec seulement)
- 1972 - Encore (au Québec seulement)
- 1973 - Projection/Les Forges du Saint-Maurice (au Québec seulement)
- 1974 - Saga (au Québec seulement)
- 1975 - Neiges (au Québec seulement, édition japonaise parue en 2003) (disque platine par Music Canada (1976))
- 1975 - Imagination (au Royaume-Uni et aux États-Unis seulement)
- 1976 - Surprise (au Royaume-Uni et aux États-Unis seulement)
- 1978 - Le Saint-Laurent (au Québec seulement, édition japonaise parue en 2003)
- 1979 - Mouvements (au Québec et au Canada seulement, édition japonaise parue en 2003)
- 1981 - Virage à gauche (au Québec et au Canada seulement)
- 1981 - Marie-José Thériault chante Jacques Blanchet avec André Gagnon au piano (au Québec seulement)
- 1983 - Impressions (simultanément au Québec, au Canada, au Japon et en Australie)
- 1986 - Comme dans un film (simultanément au Québec, au Canada, au Japon et en Australie)
- 1988 - Des dames de cœur (au Québec seulement)
- 1989 - Image (au Japon seulement)
- 1990 - Résonance (au Japon seulement)
- 1990 - Nelligan (deux CD, au Québec seulement. Drame musical sur le poète Émile Nelligan, textes de Michel Tremblay, avec Jim Corcoran, Louise Forestier et Renée Claude)
- 1991 - Sai-Kai (au Japon seulement)
- 1992 - Noël (simultanément au Québec et au Japon)
- 1993 - Les jours tranquilles (simultanément au Québec et au Japon)
- 1993 - Presque bleu (simultanément au Québec et au Japon)
- 1994 - Romantique (au Québec seulement)
- 1995 - Piano (L'amour, l'amour) (au Québec seulement)
- 1995 - Piano message (simultanément au Québec et au Japon)
- 1996 - Twilight Time (simultanément au Québec, au Japon et aux États-Unis)
- 1996 - Âge 35 (au Japon seulement)
- 1997 - Éden (simultanément au Québec et au Japon)
- 1997 - Monologue (en Corée du Sud seulement)
- 1997 - André Gagnon au Centre Molson (simultanément au Québec et au Japon)
- 1998 - Comme au premier jour (compilation, au Japon seulement)
- 1998 - Le pianiste (en Corée du Sud seulement)
- 1999 - Rêves d'automne (en Corée du Sud seulement)
- 1999 - Juliette Pomerleau - Trame de la minisérie (simultanément au Québec et au Japon)
- 2000 - Solitude (en Corée du Sud seulement)
- 2000 - L'éternel retour (au Japon seulement)
- 2001 - Histoires rêvées (simultanément au Québec, au Japon et en Corée du Sud)
- 2002 - Le temps du zéphyr (au Japon seulement)
- 2006 - Ciels d'hiver (simultanément au Japon et en Corée du Sud)
- 2007 - Towa-Ni (simultanément au Japon et en Corée du Sud)
- 2010 - Les chemins ombragés (au Québec seulement, édition japonaise parue en 2012)
- 2011 - Dans le silence de la nuit (au Québec seulement)
- 2013 - Lettres de Madame Roy à sa fille Gabrielle (au Québec seulement. Drame musical sur l'écrivaine Gabrielle Roy, textes de Michel Tremblay, avec Marie-Nicole Lemieux)
- 2014 - Un souvenir du Japon (album en concert) (au Québec seulement)
- 2016 - Les voix intérieures (au Québec seulement, édition japonaise parue en 2017)
- 2019 - Piano Memorial (au Japon seulement, disque constitué de pièces inédites)

### Compilations
- 1970 - Les grands succès d'André Gagnon (au Québec seulement)
- 1971 - Les grands succès d'André Gagnon (album double, au Québec et au Canada seulement)
- 1982 - Grands succès - Greatest Hits (au Québec et au Canada seulement)
- 1996 - Coffret de collection Musique (au Québec seulement)
- 1997 - La collection Émergence (au Québec seulement)
- 1998 - Le magicien de la mélodie (compilation quatre CD, au Québec seulement)
- 1999 - Printemps - Été - Automne - Hiver (compilation quatre CD, au Québec seulement)
- 1999 - Collection 1, 2, 3 et 4 (compilation quatre CD, au Japon seulement)
- 2000 - Piano solitude (simultanément au Québec et au Japon) (à vérifier: d'où viennent "Bagatelle", "Peine perdue")
- 2000 - The Complete Best of André Gagnon - Vol. 1 (compilation, au Japon seulement)
- 2001 - The Complete Best of André Gagnon - Vol. 2 Doux (compilation, au Japon seulement)
- 2001 - Saisons (en Corée du Sud seulement) (à vérifier: d'où vient "Thorn Tree")
- 2002 - Escape (en Corée du Sud seulement)
- 2003 - The Most Beloved (double CD) (en Corée du Sud seulement)
- 2003 - Un piano sur la mer
- 2005 - André Gagnon Best (compilation, au Japon seulement)
- 2009 - The Complete Best of André Gagnon (nouvelle compilation de 15 titres, au Japon seulement)

### Simples (45 tours)
- 1968 - Don't Ask Me Why / My Dream (C4-2831)
- 1969 - Song For Petula / The Party (C4-2892)
- 1970 - Butterfly / Hitchin' A Ride (C4-2990)
- 1970 - Les chemins d’été / Combien j'aime la vie (C4-7119)
- 1971 - Rainbow
- 1976 - Wow / Ta Samba (5N-230) (de l'album Neiges)
- 1976 - Surprise / Douce image (5N-90022)
- 1977 - Week-end / Un piano au soleil (L-2632)
- 1977 - Donna / Holiday Feeling (5N-264)
- 1978 - Smash / Rendez-vous (LX-2672) ("Rendez-vous" paru aussi sur la compilation de 1982)
- 1979 - Vol de nuit
- 1980 - A Ride To Ville Emard / Beautiful Days (LX-2695)
- 1981 - Beau et chaud (paru aussi sur la compilation de 1982)
- 1981 - Nuit Blanche / Night Magic / Rio Non Stop (C5-4276)
- 1988 - Délire (STR-3037)

### Pièces hors-série
- 2005 - Soir d'hiver (sur l'album hommage à Claude Léveillée)
- 2008 - Petite chanson du soir (sur l'album Berceuses pour Philou qui est un collectif d'artistes venant en aide au Centre de répit Philou)
- 2013 - Petite musique pour Philou (sur l'album Par amour pour Philou qui est un collectif d'artistes venant en aide au Centre de répit Philou)
- 2013 - Avec nos yeux, avec nos mains (sur l'album Les rendez-vous - un hommage exceptionnel à Claude Léveillée)

## Filmographie

### comme acteur
- 1965 : La Vie heureuse de Léopold Z (film de Gilles Carle) : rôle de Dédé le pianiste
- 1973 : Y a toujours moyen de moyenner ! (film de Denis Héroux) : rôle du pianiste chez Madame Champagne

### comme compositeur
- 1967 : En octobre (court-métrage)
- 1968 : L'Évasion des carrousels (court-métrage)
- 1973 - 1975 : Les Forges de Saint-Maurice (série télévisée de Guy Dufresne)
- 1973 : Beyond the Naked Eye (film)
- 1977 : Jeux de la XXIe olympiade (court-métrage)
- 1979 : Le Vainqueur (Running) (film de Steven Hilliard Stern)
- 1980 : Phobia (film de John Huston)
- 1982 : Adorables Faussaires (film)
- 1983 : Tell Me That You Love Me (film)
- 1983 : Kamouraska (film de Claude Jutra)
- 1986 - 1989 : Des dames de cœur (série télévisée de Lise Payette)
- 1989 - 1991 : Un signe de feu (série télévisée de Lise Payette)
- 1995 - 2000 : Les Machos (série télévisée de Lise Payette)
- 1999 : Juliette Pomerleau (Juliette Pomerleau) (mini-série de Claude Fournier)

## Prix, distinctions et propositions

### Gala de l'ADISQ

#### Artistique
| Année | Catégorie                                              | Pour                          | Résultat   |
| ----- | ------------------------------------------------------ | ----------------------------- | ---------- |
| 1979  | disque de l'année - instrumental                       | Le Saint-Laurent              | lauréat    |
| 1980  | microsillon de l'année - instrumental                  | Mouvements                    | nomination |
| 1981  | microsillon de l'année - instrumental                  | Virage à gauche               | lauréat    |
| 1984  | microsillon de l'année - instrumental                  | Impressions                   | lauréat    |
| 1987  | microsillon de l'année - instrumental                  | Comme dans un film            | lauréat    |
| 1989  | artiste québécois s'étant le plus illustré hors Québec | André Gagnon                  | lauréat    |
| 1989  | microsillon de l'année - instrumental                  | Des dames de coeur            | lauréat    |
| 1993  | album de l'année - instrumental                        | Noël                          | lauréat    |
| 1993  | album de l'année - meilleur vendeur                    | Noël                          | nomination |
| 1994  | album de l'année - instrumental                        | Romantique                    | lauréat    |
| 1996  | album de l'année - instrumental                        | Twilight Time                 | lauréat    |
| 1997  | album de l'année - instrumental                        | André Gagnon au Centre Molson | nomination |
| 1998  | album de l'année - instrumental                        | Éden                          | lauréat    |
| 1999  | album de l'année - bande sonore                        | Juliette Pomerleau            | lauréat    |
| 2002  | album de l'année - instrumental                        | Histoires rêvées              | lauréat    |
| 2003  | album de l'année - instrumental                        | Piano solitude                | lauréat    |
| 2011  | album de l'année - instrumental                        | Les chemins ombragés          | lauréat    |
| 2011  | album de l'année - meilleur vendeur                    | Les chemins ombragés          | nomination |
| 2017  | album de l'année - instrumental                        | Les voix intérieures          | lauréat    |

#### Industriel
| Année | Catégorie               | Pour                                                             | Résultat   |
| ----- | ----------------------- | ---------------------------------------------------------------- | ---------- |
| 1980  | pochette de l'année     | Jacques Bourassa et André Gagnon pour Mouvements de André Gagnon | nomination |
| 1988  | sonorisation de l'année | Guy Desrochers et André Gagnon pour Spectrum de André Gagnon     | nomination |
| 2002  | arrangeur de l'année    | André Gagnon pour Histoires rêvées de André Gagnon               | nomination |

### Prix Juno[25]
| Année | Catégorie                                    | Pour                                                                  | Résultat   |
| ----- | -------------------------------------------- | --------------------------------------------------------------------- | ---------- |
| 1976  | artiste(s) instrumental de l'année           | André Gagnon                                                          | nomination |
| 1977  | artiste(s) instrumental de l'année           | André Gagnon                                                          | nomination |
| 1977  | producteur de l'année                        | André Gagnon et Pierre Tessier pour Neiges de André Gagnon            | nomination |
| 1977  | compositeur de l'année                       | André Gagnon pour Surprise                                            | nomination |
| 1977  | album le plus vendu                          | Neiges                                                                | lauréat    |
| 1977  | single le plus vendu                         | Wow                                                                   | nomination |
| 1978  | artiste(s) instrumental de l'année           | André Gagnon                                                          | lauréat    |
| 1978  | album le plus vendu                          | Le Saint-Laurent                                                      | nomination |
| 1979  | artiste(s) instrumental de l'année           | André Gagnon                                                          | nomination |
| 1980  | artiste(s) instrumental de l'année           | André Gagnon                                                          | nomination |
| 1982  | artiste(s) instrumental de l'année           | André Gagnon                                                          | nomination |
| 1994  | artiste(s) instrumental de l'année           | André Gagnon                                                          | nomination |
| 1995  | artiste(s) instrumental de l'année           | André Gagnon                                                          | lauréat    |
| 1996  | artiste(s) instrumental de l'année           | André Gagnon                                                          | nomination |
| 2014  | album classique de l'année: vocal ou chorale | Lettre de madame Roy à sa fille Gabrielle (avec Marie-Nicole Lemieux) | lauréat    |

### Autres prix
- 1969 : Festival du disque au Québec, gagnant du trophée du meilleur disque instrumental dans la catégorie populaire pour son album Pour les amants paru en 1968.
- 1975 : Disque platine au Québec pour plus de 100 000 exemplaires vendus de son album Neiges.
- 1978 : Disque platine au Québec pour plus de 100 000 exemplaires vendus de son album Le Saint-Laurent.
- 1979 : Officier de l'Ordre du Canada.
- 1988 : Gala des Prix Gémeaux, lauréat d'un Prix Gémeaux pour la trame sonore originale de Des dames de cœur parue la même année.
- 1992 : Disque platine au Québec pour plus de 100 000 exemplaires vendus de son album Noël.
- 1999 : La Corée du Sud lui remet un disque platine pour son CD Monologue (son premier album compilation paru dans ce pays d'Asie en 1997) ainsi qu'un disque d’or pour son album intitulé Le pianiste paru celui-là en 1998.
- 2004 : Gala de la Socan, lauréat du « Hagood Hardy Instrumental Award » (Prix de jazz Hagood Hardy).
- 2011 : Disque d'or au Québec pour plus de 40 000 exemplaires vendus de son album Les chemins ombragés.
- 2011 : Disque d'or au Québec pour plus de 40 000 exemplaires vendus de son album Dans le silence de la nuit.
- 2018 : Compagnon de l'Ordre des arts et des lettres du Québec.

## Livres
- 1978 : Lucie Rozon, « André Gagnon » (Libre Expression)
- 1992 : Robert Thérien et Isabelle D’Amours, « Dictionnaire de la musique populaire au Québec de 1955 à 1992 » (Institut québécois de recherche sur la culture)

Musiques Publiées au Québec (Publications Chant de mon pays)

### Musique en feuille
- 1976 «Wow»
- 1976 «Ta samba»
- 1977 «Neiges»
- 1977 «Nelligan»
- 1977 «Surprise»
- 1977 «Week-end»
- 1978 «Sunsonata»
- 1978 «Comme en vacances»
- 1980 «Un lift pour Ville Émard»
- 1980 «Les Beaux jours»
- 1980 «La Ballade»
- 1980 «Mouvements / Adagio»
- 1980 «Dédéthoven»
- 1982 «Deux jours à la campagne»
- 1982 «Rio non-stop»
- 1982 «Premier épisode»
- 1989 «Des dames de cœur - Cher Jean-Paul»
- 1994 «Manquer d'amour»
- 1994 «La Ronde des bergers»
- 1999 «Sonate pour violoncelle et piano»
- 2005 «Comme au premier jour»
- 2005 «Il neige sur Kamouraska»
- 2008 «Chère Céline»

### Livres de partitions
- 1978 «Berceuse»
- 1981 «The Best of»
- 1983 «Impressions»
- 1988 «Comme dans un film»
- 1991 «Nelligan»
- 1994 «Romantique»
- 1994 «Sélection spéciale»
- 1999 «Éden»
- 2002 «Histoires rêvées»
- 2004 «Compilation»
- 2007 «Piano Solitude»
- 2010 «Les chemins ombragés»
- 2011 «Dans le silence de la nuit»
- 2011 «Le rêve»
- 2012 «Petit concerto pour Carignan»
- 2013 «Violoncelle et piano»

## Archives
Le 8 février 2024, la Bibliothèque et Archives nationales du Québec annonce qu'elle a acquis ses archives, qui datent de 1940 à 2017. La collection comprend partitions, carnets de notes, lettres, 1000 photos, ainsi que 200 cassettes vidéo.